# Thibault Scotto
Pour les articles homonymes, voir Scotto.
Thibault Scotto Di Porfirio est un footballeur français né le 17 septembre 1978 à Toulon.

## Biographie
À l'âge de quatorze ans il intègre le centre de formation de l'OGC Nice. Il fait ses débuts avec l'équipe fanion lors de la saison 1997-1998. 
Il évolue à l'AS Cannes à partir de 2010. Tout juste arrivé à Cannes, Thibault Scotto subit un coup dur. Lors de la première journée de championnat face à Bayonne, le joueur est victime d'un tacle très dur. Verdict : fracture de la malléole et sans doute quatre mois d'absence.
En fin de contrat, en septembre 2011  il paraphe un contrat d'un an avec le club de Grasse qui évolue en CFA2. Il prolonge jusqu'en 2014, et prend sa retraite de joueur.

## Carrière
- 1997-1999 :  OGC Nice
- 1999-2000 :  FC Martigues
- 2000-2005 :  OGC Nice
- 2005-2006 :  Amiens SC
- 2006-2007 :  OGC Nice
- 2007-2010 :  FC Istres
- 2010-2011 :  AS Cannes
- 2011-2014 :  Grasse [2],[3]

## Palmarès
- Champion de France de National en 2009 avec le FC Istres

## Statistiques
À l'issue de la saison 2009-2010
- 2 matchs et 0 but en Coupe Intertoto
- 55 matchs et 0 but en Ligue 1
- 125 matchs et 1 but en Ligue 2
- 80 matchs et 1 but en National